# Pawel Statema
Pawel Statema (30 maart 1991) is een Nederlands voetballer en speelt vooral op het middenveld, en woont in Beuningen.
Statema is in 2008 uitgekomen voor Nederland op de Paralympische Zomerspelen in Peking in het team van het CP-voetbal.
In de Nederlandse competitie speelt Statema bij de Beuningse Boys.